# 4-mal-400-Meter-Staffel

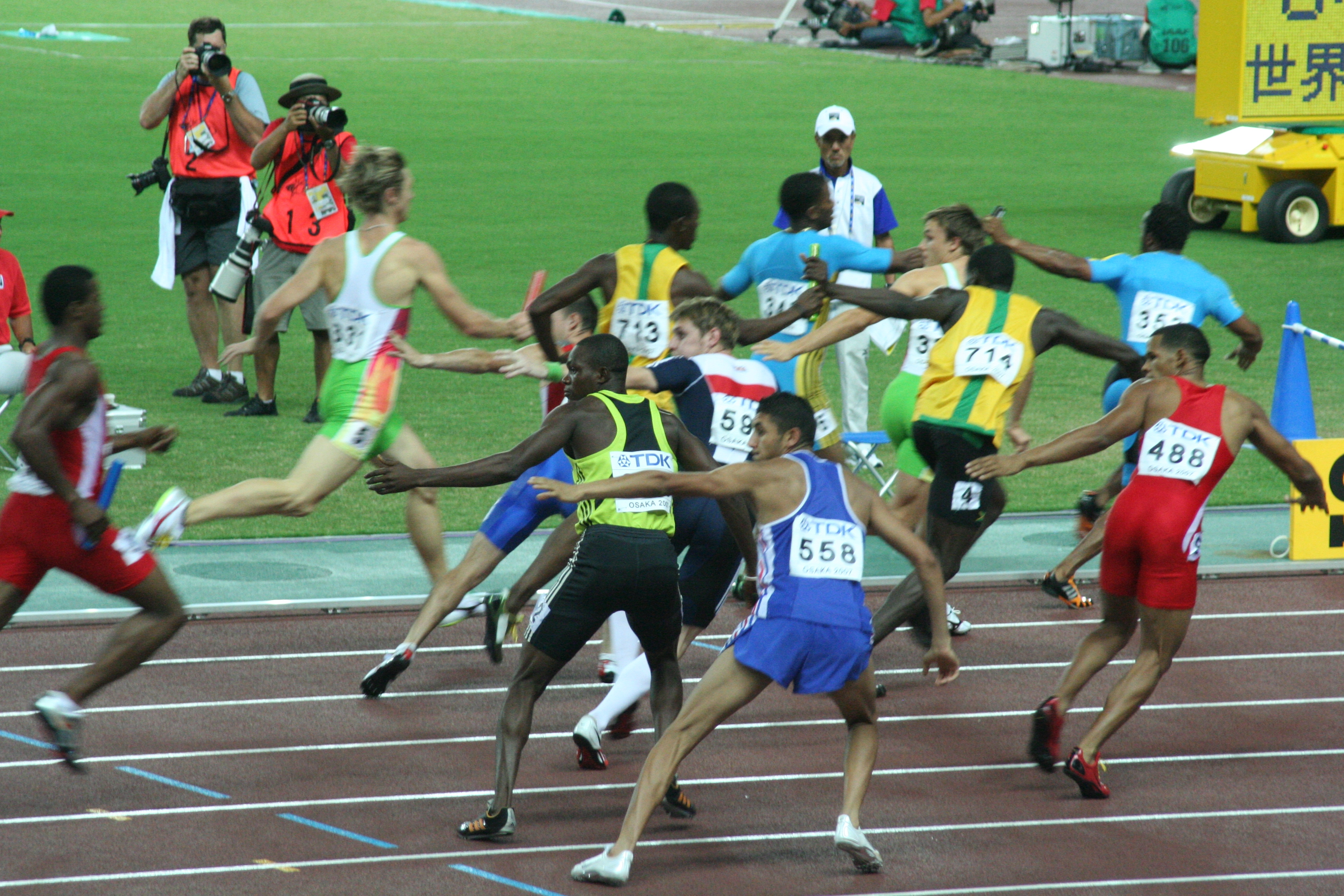
Gedränge beim Wechsel eines 4-mal-400-Meter-Staffelrennens

Der 4-mal-400-Meter-Staffellauf (kurz: 4 × 400-m-Staffel, englisch 4 × 400 metres relay) ist ein olympischer Wettbewerb der Leichtathletik, bei dem vier Läufer (die Stafette) nacheinander jeweils eine Stadionrunde von 400 Metern laufen. Dabei ist ein Stab ins Ziel zu bringen, der jeweils dem nächsten Läufer zu übergeben ist. Gewertet wird die Gesamtzeit beim Zieldurchlauf des vierten Läufers.
Der 4-mal-400-Meter-Staffellauf steht im olympischen Programm seit 1912 in Stockholm für die Männer und seit 1972 in München für die Frauen. Erstmals war 2021 in Tokio die 4-mal-400-Meter-Staffel als Mixed-Wettbewerb mit je zwei Frauen und je zwei Männern Teil von Olympischen Spielen.
Bei großen Meisterschaften ist der 4-mal-400-Meter-Staffellauf oftmals der letzte Wettbewerb.
Der erste Läufer startet wie beim 400-Meter-Lauf im Tiefstart von Startblöcken und zum Ausgleich der Kurvenstrecke versetzt. Die erste Runde sowie die ersten 100 Meter der zweiten Runde sind in Bahnen zu laufen, danach dürfen alle Läufer zur Innenbahn einschwenken. Wenn nicht mehr als vier Mannschaften teilnehmen, ist es zulässig, nur die ersten 100 Meter in Bahnen zu laufen.
Für den Wechsel zwischen den Läufern ist der Raum von jeweils zehn Metern vor und hinter der Ziellinie vorgesehen.
Der zweite Läufer startet zum Ausgleich der Kurve versetzt von der gleichen Ablaufmarke wie beim 800-Meter-Lauf. Beim Wechsel vom zweiten zum dritten und vom dritten zum vierten Läufer stellen sich die übernehmenden Läufer in der Reihenfolge auf, wie ihre Mannschaft den 200-Meter-Punkt der Stadionrunde erreicht hat. Sie müssen diese Position auch beibehalten, wenn sich die Reihenfolge danach bis zur Stabübergabe ändert.
Bei großen Wettkämpfen mit Ausscheidungsrunden durften lange Zeit nur bis zu zwei der Läufer ausgetauscht werden. Ausgetauschte Läufer durften in späteren Runden nicht mehr in der Staffel mitlaufen. Seit spätestens 2019 ist diese Regel hinfällig.
Die Abläufe sind für Freiluftwettkämpfe in Regel 170 und für Hallenwettkämpfe in Regel 217 der technischen Vorschriften der Internationalen Leichtathletik-Föderation IAAF festgelegt.

## Geschichte
Die ersten Staffelläufe von Leichtathleten gab es um 1880 in den USA nach dem Vorbild von Wettbewerben von Feuerwehrleuten, die jeweils 300 Meter liefen und einen Wimpel übergaben. Der Wimpel wurde durch einen Holzstab von einem Fuß Länge (30,48 cm) ersetzt.
Bei den Olympischen Spielen 1908 in London wurde zunächst die olympische Staffel ins Programm genommen, bei der zweimal 200 Meter und je einmal 400 und 800 Meter zu laufen waren. Die bis in die Gegenwart üblichen Streckenlängen, 4-mal 100 Meter und 4-mal 400 Meter wurden bei den Olympischen Spielen 1912 in Stockholm eingeführt.
Seit 1963 ist es dem übernehmenden Läufer erlaubt, zehn Meter vor der Ziellinie anzulaufen.

## Meilensteine
- Männer
  - erster offizieller Weltrekord: 3:18,2 min, Irish American AC, 1911
  - erster Lauf unter 3:10 Minuten: 3:08,2 min,  Vereinigte Staaten, 1932
  - erster Lauf unter 3 Minuten: 2:59,6 min,  Vereinigte Staaten, 1966
  - erster Lauf unter 2:55 Minuten: 2:54,29 min,  Vereinigte Staaten, 1993

- Frauen
  - erster offizieller Weltrekord: 3:47,4 min, Stadtauswahl Moskau, 1969
  - erster Lauf unter 3:40 Minuten: 3:37,6 min,  Vereinigtes Königreich, 1969
  - erster Lauf unter 3:30 Minuten: 3:29,3 min,  Deutsche Demokratische Republik, 1971
  - erster Lauf unter 3:20 Minuten: 3:19,2 min,  Deutsche Demokratische Republik, 1976

## Erfolgreichste Mannschaften
- Männer
  - 16 Olympiasiege:  Vereinigte Staaten
  - 7 Weltmeisterschaftssiege:  Vereinigte Staaten

- Frauen
  - je drei Olympiasiege:  Sowjetunion,  Vereintes Team sowie die  Vereinigten Staaten
  - vier Weltmeisterschaftssiege:  Vereinigte Staaten

Die deutschen Männer gewannen
- bei Olympischen Spielen
  - drei Silbermedaillen:  Deutschland (1928),  Gesamtdeutsche Mannschaft (1960),  Deutsche Demokratische Republik (1980)
  - sechs Bronzemedaillen:  Deutsches Reich (1936), viermal:  BR Deutschland (1952, 1968, 1976 und 1988)

- bei Weltmeisterschaften
  - eine Silbermedaille:  BR Deutschland (1983)
  - eine Bronzemedaille:  Deutschland (1993)

Die deutschen Frauen gewannen
- bei Olympischen Spielen
  - zwei Goldmedaillen:  Deutsche Demokratische Republik (1972 und 1976)
  - eine Silbermedaille:  Deutsche Demokratische Republik (1980)
  - vier Bronzemedaillen:  BR Deutschland (1972, 1984),  Deutsche Demokratische Republik (1988) und  Deutschland (1996)

- bei Weltmeisterschaften
  - drei Goldmedaillen:  Deutsche Demokratische Republik (1983 und 1987),  Deutschland (1997)
  - eine Silbermedaille:  Deutschland (2001)
  - zwei Bronzemedaillen:  Deutschland (1991 und 1999)

Die erfolgreichsten deutschen Läufer:
- Christina Lathan wurde 1976 Olympiasiegerin und 1980 Olympiazweite
- Manfred Kinder gewann jeweils olympisches Silber (1960) und Bronze (1968)
- Sabine Busch und  Dagmar Neubauer wurden 1983 und 1987 Weltmeisterinnen
- Grit Breuer ist die einzige deutsche Sportlerin mit vier Weltmeisterschaftsmedaillen (1991 Bronze, 1997 Gold, 1999 Bronze, 2001 Silber)

## Statistik

### Medaillengewinner

#### Männer
- Medaillengewinner bei Olympischen Spielen
- Medaillengewinner bei Weltmeisterschaften

#### Frauen
- Medaillengewinnerinnen bei Olympischen Spielen
- Medaillengewinnerinnen bei Weltmeisterschaften

### Weltrekordentwicklung

#### Männer
Die früheste registrierte Bestleistung auf der 4-mal-440-Yards-Strecke (4 × 402,336 m) stammt von einer Mannschaft der Princeton University ( Vereinigte Staaten). Diese lief am 13. Mai 1893 in Philadelphia eine Zeit von 3:34 min 1/5 s (John Chapman, George McCampbell, Irving Brokaw, Theodore Turner).
Nur einmal, als Jamaika 1952 Weltrekord lief, war die Bestleistung nicht im Besitz von US-Sportlern.
Mit über 23 Jahren Bestand waren die 2:56,1 min der USA-Olympiastaffel vom 1. Oktober 1968 einer der langlebigsten Weltrekorde in der Leichtathletikgeschichte. Er wurde erst am 8. August 1992 übertroffen.
Der am 22. Juli 1998 bei den Goodwill Games gelaufene Weltrekord der US-Staffel wurde nachträglich aberkannt aufgrund des Dopinggeständnisses von Antonio Pettigrew.
Elf der zwölf Weltrekorde (auf Meter-Strecken) wurden bei Olympischen Spielen gelaufen (Stand: 2007).
Bemerkungen zur Tabelle:
- y: 4-mal-440-Yards-Lauf, hier zum Vergleich mit dem ersten 4-mal-400-Meter-Weltrekord angegeben sowie, wenn der Yards-Rekord unter dem Meter-Rekord lag (1928, 1931)
- Klammerangaben: Elektronisch gestoppte Zeit, sofern der Weltrekord mit den handgestoppten Zeiten registriert wurde
- Die vollständigen Namen der Läufer stehen unter dem jeweiligen Link

| Zeit (min)       | Staffel                                                                | Datum             | Ort          |
| ---------------- | ---------------------------------------------------------------------- | ----------------- | ------------ |
| 3:18, 1/5 s y    | Vereinigte Staaten (Irish-American AC)                                 | 4. September 1911 | Celtic Park  |
| 3:18, 1/5 s y    | Harry Schaaf, Mel Sheppard, Harry Gissing, James Rosenberger           |                   |              |
| 3:16,6           | Vereinigte Staaten                                                     | 15. Juni 1912     | Stockholm    |
| 3:16,6           | Mel Sheppard, Edward Lindberg, Ted Meredith, Charles Reidpath          |                   |              |
| 3:16,0           | Vereinigte Staaten                                                     | 13. Juni 1924     | Paris        |
| 3:16,0           | Commodore Cochran, Alan Helffrich, Oliver MacDonald, William Stevenson |                   |              |
| 3:14,2           | Vereinigte Staaten                                                     | 5. August 1928    | Amsterdam    |
| 3:14,2           | George Baird, Emerson Spencer, Fred Alderman, Ray Barbuti              |                   |              |
| 3:13,4 y         | Vereinigte Staaten                                                     | 11. August 1928   | London       |
| 3:13,4 y         | George Baird, Morgan Taylor, Ray Barbuti, Emerson Spencer              |                   |              |
| 3:12,6 y         | Vereinigte Staaten (Stanford University)                               | 8. Mai 1931       | Fresno       |
| 3:12,6 y         | Maynor Shore, Alvin Hables, Leslie Hables, Ben Eastman                 |                   |              |
| 3:08,2           | Vereinigte Staaten                                                     | 7. August 1932    | Los Angeles  |
| 3:08,2           | Ivan Fuqua, Edgar Ablowich, Karl Warner, Bill Carr                     |                   |              |
| 3:03,9 (3:04,04) | Jamaika                                                                | 27. Juni 1952     | Helsinki     |
| 3:03,9 (3:04,04) | Arthur Wint, Leslie Laing, Herb McKenley, George Rhoden                |                   |              |
| 3:02,2 (3:02,37) | Vereinigte Staaten                                                     | 8. September 1960 | Rom          |
| 3:02,2 (3:02,37) | Jack Yerman, Earl Young, Glenn Davis, Otis Davis                       |                   |              |
| 3:00,7           | Vereinigte Staaten                                                     | 21. Oktober 1964  | Tokio        |
| 3:00,7           | Ollan Cassell, Mike Larrabee, Ulis Williams, Henry Carr                |                   |              |
| 2:59,6           | Vereinigte Staaten                                                     | 24. Juli 1966     | Los Angeles  |
| 2:59,6           | Robert Frey, Lee Evans, Tommie Smith, Theron Lewis                     |                   |              |
| 2:56,1 (2:56,16) | Vereinigte Staaten                                                     | 20. Oktober 1968  | Mexiko-Stadt |
| 2:56,1 (2:56,16) | Vince Matthews, Ron Freeman, Larry James, Lee Evans                    |                   |              |
| 2:56,16          | Vereinigte Staaten                                                     | 1. Oktober 1988   | Seoul        |
| 2:56,16          | Danny Everett, Steve Lewis, Kevin Robinzine, Butch Reynolds            |                   |              |
| 2:55,74          | Vereinigte Staaten                                                     | 8. August 1992    | Barcelona    |
| 2:55,74          | Andrew Valmon, Quincy Watts, Michael Johnson, Steve Lewis              |                   |              |
| 2:54,29          | Vereinigte Staaten                                                     | 22. August 1993   | Stuttgart    |
| 2:54,29          | Andrew Valmon, Quincy Watts, Butch Reynolds, Michael Johnson           |                   |              |

#### Frauen

##### Freiluft
Während 3-mal-800-Meter-Läufe schon seit 1927 in der Statistik nachweisbar sind, wurden Staffelläufe auf der 400-Meter-Strecke erst in den 1950er Jahren erfasst.
1969, im ersten Jahr der offiziellen Registrierung, wurden allein sieben Weltrekorde im 4-mal-400-Meter-Lauf aufgestellt. Zwei weitere Weltbestleistungen im selben Jahr wurden nicht als Weltrekorde anerkannt, weil jeweils Sportler aus mehreren Ländern liefen: Am 15. Juni erreichte eine skandinavische Staffel 3:42,7 min (0,5 s unter Weltrekord). Am 30. Juli blieb eine Europastaffel in einem Länderkampf gegen die  Vereinigten Staaten in Stuttgart in 3:32,8 min um 1,4 Sekunden unter dem bestehenden Weltrekord.
1971 stellte erstmals eine DDR-Mannschaft einen Weltrekord auf, und seitdem war die DDR bis 1988 im Besitz der Bestleistung. Darunter sind auch die zwei einzigen Weltrekorde mit gleich besetzter Staffel (9. und 10. September 1972).
Zwei Läuferinnen dieser DDR-Staffeln, Helga Seidler und Monika Zehrt, gelang der seltene Erfolg, an vier Staffel-Weltrekorden beteiligt zu sein (15. August 1971 bis 10. September 1972).
Bemerkungen zur Tabelle:
- y: Zeit wurde bei einem 4-mal-440-Yards-Lauf (4-mal 402,336 Meter) erzielt und ist hier zum Vergleich angegeben, da erst später Zeiten auf der 400-Meter-Strecke erfasst wurden.
- In Klammern: Automatisch gestoppte Zeit, als Weltrekord wurde jedoch die handgestoppte Zeit anerkannt

| Zeit (min)                       | Staffel                                                             | Datum              | Ort      |
| -------------------------------- | ------------------------------------------------------------------- | ------------------ | -------- |
| 4:09,6 y                         | Vereinigtes Königreich (Spartan Ladies AC)                          | 18. September 1954 | Ilford   |
| 4:09,6 y                         | Madeline Wooller, Valerie Robins, Sheila Hoskin, Sylvia Cheeseman   |                    |          |
| 3:49,9 y                         | Vereinigtes Königreich                                              | 14. Juni 1958      | London   |
| 3:49,9 y                         | Pam Piercy, Joy Jordan, Diane Leather, Shirley Hampton-Pirie        |                    |          |
| 3:49,4                           | Schweden (Göteborgs KIK)                                            | 5. August 1967     | Borås    |
| 3:49,4                           | Agneta Nilsson, Ann Bramer, Elisabeth Östberg, Ingela Ericson       |                    |          |
| 3:47,0                           | Schweden (Göteborgs KIK)                                            | 20. August 1968    | Malmö    |
| 3:47,0                           | Agneta Nilsson, Elisabeth Östberg, Ingela Ericson, Karin Wallgren   |                    |          |
| Anerkannte Weltrekorde (ab 1969) |                                                                     |                    |          |
| 3:47,4                           | Sowjetunion (Moskau)                                                | 30. Mai 1969       | Moskau   |
| 3:47,4                           | Ludmila Finogenowa, Tatjana Medwedjewa, Tamara Woitenko, Olga Klein |                    |          |
| 3:43,2                           | Sowjetunion (Lettland)                                              | 1. Juni 1969       | Minsk    |
| 3:43,2                           | Lilita Zagere, Anna Dundare, Ingrid Verbele, Sarmite Schtula        |                    |          |
| 3:37,6                           | Vereinigtes Königreich                                              | 22. Juni 1969      | London   |
| 3:37,6                           | Jenny Pawsey, Pauline Attwood, Janet Simpson, Lillian Board         |                    |          |
| 3:34,2                           | Frankreich                                                          | 6. Juli 1969       | Paris    |
| 3:34,2                           | Michele Mombet, Éliane Jacq, Nicole Duclos, Colette Besson          |                    |          |
| 3:33,9                           | BR Deutschland                                                      | 19. September 1969 | Athen    |
| 3:33,9                           | Christa Czekay, Antje Gleichfeld, Inge Eckhoff, Christel Frese      |                    |          |
| 3:30,8 (3:30,82)                 | Vereinigtes Königreich                                              | 20. September 1969 | Athen    |
| 3:30,8 (3:30,82)                 | Rosemary Stirling, Pat Lowe, Janet Simpson, Lillian Board           |                    |          |
| 3:30,8 (3:30,85)                 | Frankreich                                                          | 20. September 1969 | Athen    |
| 3:30,8 (3:30,85)                 | Bernadette Martin, Nicole Duclos, Éliane Jacq, Colette Besson       |                    |          |
| 3:29,3                           | Deutsche Demokratische Republik                                     | 15. August 1971    | Helsinki |
| 3:29,3                           | Rita Kühne, Ingelore Lohse, Helga Seidler, Monika Zehrt             |                    |          |
| 3:28,8                           | Deutsche Demokratische Republik                                     | 5. Juli 1972       | Colombes |
| 3:28,8                           | Dagmar Käsling, Rita Kühne, Helga Seidler, Monika Zehrt             |                    |          |
| 3:28,5 (3:28,48)                 | Deutsche Demokratische Republik                                     | 9. September 1972  | München  |
| 3:28,5 (3:28,48)                 | Dagmar Käsling, Helga Seidler, Monika Zehrt, Brigitte Rohde         |                    |          |
| 3:23,0 (3:22,95)                 | Deutsche Demokratische Republik                                     | 10. September 1972 | München  |
| 3:23,0 (3:22,95)                 | Dagmar Käsling, Rita Kühne, Helga Seidler, Monika Zehrt             |                    |          |
| 3:19,2 (3:19,23)                 | Deutsche Demokratische Republik                                     | 31. Juli 1976      | Montreal |
| 3:19,2 (3:19,23)                 | Doris Maletzki, Brigitte Rohde, Ellen Streidt, Christina Brehmer    |                    |          |
| 3:19,04                          | Deutsche Demokratische Republik                                     | 11. September 1982 | Athen    |
| 3:19,04                          | Kirsten Siemon, Sabine Busch, Dagmar Rübsam, Marita Koch            |                    |          |
| 3:15,92                          | Deutsche Demokratische Republik                                     | 3. Juni 1984       | Erfurt   |
| 3:15,92                          | Gesine Walther, Sabine Busch, Dagmar Rübsam, Marita Koch            |                    |          |
| 3:15,17                          | Sowjetunion                                                         | 1. Oktober 1988    | Seoul    |
| 3:15,17                          | Tazzjana Ljadouskaja, Olga Nasarowa, Marija Pinigina, Olha Bryshina |                    |          |

##### Halle
| Zeit (min) | Staffel  | Datum           | Ort     |
| ---------- | -------- | --------------- | ------- |
| 3:23,37    | Russland | 28. Januar 2006 | Glasgow |

### Weltbestenliste

#### Männer
Alle Zeiten von 2:58,20 Minuten oder schneller. Staffeln der gleichen Mannschaft sind genannt, sofern in jeweils unterschiedlicher Besetzung oder Reihenfolge gelaufen wurde.
Letzte Veränderung: 10. August 2024
1. 2:54,29 min  Vereinigte Staaten (Andrew Valmon, Quincy Watts, Harry Reynolds, Michael Johnson), Stuttgart, 22. August 1993
2. 2:54,43 min  Vereinigte Staaten (Christopher Bailey, Vernon Norwood, Bryce Deadmon, Rai Benjamin), Paris, 10. August 2024
3. 2:54,53 min  Botswana (Bayapo Ndori, Busang Collen Kebinatshipi, Anthony Pesela, Letsile Tebogo), Paris, 10. August 2024
4. 2:55,39 min  Vereinigte Staaten (LaShawn Merritt, Angelo Taylor, David Neville, Jeremy Wariner), Peking, 23. August 2008
5. 2:55,56 min  Vereinigte Staaten (LaShawn Merritt, Angelo Taylor, Darold Williamson, Jeremy Wariner), Osaka, 2. September 2007
6. 2:55,70 min  Vereinigte Staaten (Michael Cherry, Michael Norman, Bryce Deadmon, Rai Benjamin), Tokio, 7. August 2021
7. 2:55,74 min  Vereinigte Staaten (Andrew Valmon, Quincy Watts, Michael Johnson, Steve Lewis), Barcelona, 8. August 1992
8. 2:55,83 min  Vereinigtes Königreich (Alex Haydock-Wilson, Matthew Hudson-Smith, Lewis Davey, Charles Dobson), Paris, 10. August 2024 (Europarekord)
9. 2:55,91 min  Vereinigte Staaten (Otis Harris, Derrick Brew, Jeremy Wariner, Darold Williamson), Athen, 28. August 2004
10. 2:55,99 min  Vereinigte Staaten (LaMont Smith, Alvin Harrison, Derek Mills, Anthuan Maybank), Atlanta, 3. August 1996
11. 2:56,16 min  Vereinigte Staaten (Vince Matthews, Ron Freeman, Larry James, Lee Evans), Mexiko-Stadt, 20. Oktober 1968
12. 2:56,16 min  Vereinigte Staaten (Danny Everett, Steve Lewis, Kevin Robinzine, Harry Reynolds), Seoul, 1. Oktober 1988
13. 2:56,17 min  Vereinigte Staaten (Elija Godwin, Michael Norman, Bryce Deadmon, Champion Allison), 24. Juli 2022
14. 2:56,60 min  Vereinigtes Königreich (Iwan Thomas, Jamie Baulch, Mark Richardson, Roger Black), Atlanta, 3. August 1996
15. 2:56,65 min  Vereinigtes Königreich (Iwan Thomas, Roger Black, Jamie Baulch, Mark Richardson), Athen, 10. August 1997
16. 2:56,69 min  Vereinigte Staaten (Fred Kerley, Michael Cherry, Wilbert London, Rai Benjamin), Doha, 6. Oktober 2019
17. 2:56,72 min  Bahamas (Chris Brown, Demetrius Pinder, Michael Mathieu, Ramon Miller), London, 10. August 2012
18. 2:56,75 min  Jamaika (Michael McDonald, Gregory Haughton, Danny McFarlane, Davian Clarke), Athen, 10. August 1997
19. 2:56,91 min  Vereinigte Staaten (Andrew Rock, Derrick Brew, Darold Williamson, Jeremy Wariner), Helsinki, 14. August 2005
20. 2:57,05 min  Vereinigte Staaten (Bryshon Nellum, Joshua Mance, Tony McQuay, Angelo Taylor), London, 10. August 2012
21. 2:57,18 min  Niederlande (Liemarvin Bonevacia, Terrence Agard, Tony van Diepen, Ramsey Angela), Tokio, 7. August 2021
22. 2:57,25 min  Vereinigte Staaten (David Verburg, Tony McQuay, Christian Taylor, LaShawn Merritt), Nassau, 25. Mai 2014
23. 2:57,27 min  Botswana (Isaac Makwala, Baboloki Thebe, Zibane Ngozi, Bayapo Ndori), Tokio, 7. August 2021
24. 2:57,29 min  Vereinigte Staaten (Danny Everett, Roddie Haley, Antonio McKay, Harry Reynolds), Rom, 6. September 1987
25. 2:57,30 min  Vereinigte Staaten (Arman Hall, Tony McQuay, Gil Roberts, LaShawn Merritt), Rio de Janeiro, 20. August 2016
26. 2:57,32 min  Vereinigte Staaten (Marlon Ramsey, Derek Mills, Harry Reynolds, Michael Johnson), Göteborg, 13. August 1995
27. 2:57,32 min  Bahamas (Nathaniel McKinney, Avard Moncur, Andrae Williams, Chris Brown), Helsinki, 14. August 2005
28. 2:57,53 min  Vereinigtes Königreich (Roger Black, Derek Redmond, John Regis, Kriss Akabusi), Tokio, 1. September 1991
29. 2:57,57 min  Vereinigte Staaten (Andrew Valmon, Quincy Watts, Danny Everett, Antonio Pettigrew), Tokio, 1. September 1991
30. 2:57,59 min  Bahamas (LaToy Williams, Demetrius Pinder, Chris Brown, Michael Mathieu), Nassau, 25. Mai 2014
31. 2:57,72 min Adidas (Steven Gardiner, Quincy Hall, Erriyon Knighton, Grant Holloway), Gainesville, 16. April 2022
32. 2:57,75 min  Belgien (Jonathan Sacoor, Dylan Borlée, Kévin Borlée, Florent Mabille), Paris, 10. August 2024
33. 2:57,76 min  Botswana (Leungo Scotch, Busang Collen Kebinatshipi, Anthony Pesela, Bayapo Ndori), Paris, 9. August 2024
34. 2:57,77 min  Vereinigte Staaten (Trevor Stewart, Randolph Ross, Bryce Deadmon, Vernon Norwood), Tokio, 6. August 2021
35. 2:57,82 min  Vereinigte Staaten (David Verburg, Tony McQuay, Bryshon Nellum, LaShawn Merritt), Peking, 30. August 2015
36. 2:57,86 min  Vereinigte Staaten (Angelo Taylor, Jeremy Wariner, Kerron Clement, LaShawn Merritt), Berlin, 23. August 2009
37. 2:57,87 min  Vereinigte Staaten (LaMont Smith, Jason Rouser, Derek Mills, Anthuan Maybank), Atlanta, 2. August 1996
38. 2:57,88 min  Belgien (Alexander Doom, Jonathan Sacoor, Dylan Borlée, Kévin Borlée), Tokio, 7. August 2021
39. 2:57,90 min  Jamaika (Akeem Bloomfield, Nathon Allen, Terry Thomas, Demish Gaye), Doha, 6. Oktober 2019
40. 2:57,91 min  Vereinigte Staaten (Sunder Nix, Ray Armstead, Alonzo Babers, Antonio McKay), Los Angeles, 11. August 1984
41. 2:57,97 min  Jamaika (Davian Clarke, Michael McDonald, Gregory Haughton, Danny McFarlane), Winnipeg, 30. Juli 1999
42. 2:58,00 min  Polen (Piotr Rysiukiewicz, Tomasz Czubak, Piotr Haczek, Robert Maćkowiak), Uniondale, 22. Juli 1998
43. 2:58,03 min  Bahamas (Andretti Bain, Michael Mathieu, Andrae Williams, Chris Brown), Peking, 23. August 2008
44. 2:58,07 min  Jamaika (Sanjay Ayre, Brandon Simpson, Lansford Spence, Davian Clarke), Helsinki, 14. August 2005
45. 2:58,12 min  Trinidad und Tobago (Jarrin Solomon, Jereem Richards, Machel Cedenio, Lalonde Gordon), London, 13. August 2017
46. 2:58,12 min  Südafrika (Gardeo Isaacs, Zakithi Nene, Lythe Pillay, Antonie Nortje), Paris, 10. August 2024
47. 2:58,13 min  Vereinigte Staaten (Kyle Clemons, Tony McQuay, Bryshon Nellum, Vernon Norwood), Peking, 29. August 2015
48. 2:58,16 min  Jamaika (Peter Matthews, Nathon Allen, Fitzroy Dunkley, Javon Francis), Rio de Janeiro, 20. August 2016
49. 2:58,19 min  Bahamas (Avard Moncur, Chris Brown, Troy McIntosh, Timothy Munnings), Edmonton, 12. August 2001
50. 2:58,20 min  Trinidad und Tobago (Renny Quow, Lalonde Gordon, Deon Lendore, Machel Cedenio), Peking, 30. August 2015

- deutscher Rekord: 2:59,86 min –  Deutsche Demokratische Republik (Frank Möller, Mathias Schersing, Jens Carlowitz, Thomas Schönlebe), Erfurt, 23. Juni 1985
- Schweizer Rekord: 3:02,46 min –  Schweiz (Laurent Clerc, Mathias Rusterholz, Alain Rohr, Marcel Schelbert), Sevilla, 28. August 1999
- österreichischer Rekord: 3:02,95 min –  Österreich (Christoph Pöstinger, Thomas Griesser, Andreas Rechbauer, Rafik Elouardi), Athen, 9. August 1997

#### Frauen
Alle Leistungen unter 3:20,23 Minuten oder schneller. Staffeln der gleichen Mannschaft sind genannt, sofern in jeweils unterschiedlicher Besetzung oder Reihenfolge gelaufen wurde.
Letzte Veränderung: 10. August 2024
1. 3:15,17 min  Sowjetunion (Tazzjana Ljadouskaja, Olga Nasarowa, Marija Pinigina, Olha Bryshina), Seoul, 1. Oktober 1988
2. 3:15,27 min  Vereinigte Staaten (Shamier Little, Sydney McLaughlin-Levrone, Gabrielle Thomas, Alexis Holmes), Paris, 10. August 2024
3. 3:15,51 min  Vereinigte Staaten (Denean Howard-Hill, Diane Dixon, Valerie Brisco-Hooks, Florence Griffith-Joyner), Seoul, 1. Oktober 1988
4. 3:15,92 min  Deutsche Demokratische Republik (Gesine Walther, Sabine Busch, Dagmar Neubauer, Marita Koch), Erfurt, 3. Juni 1984 (deutscher Rekord)
5. 3:16,71 min  Vereinigte Staaten (Gwen Torrence, Maicel Malone-Wallace, Natasha Kaiser-Brown, Jearl Miles), Stuttgart, 22. August 1993
6. 3:16,85 min  Vereinigte Staaten (Sydney McLaughlin, Allyson Felix, Dalilah Muhammad, Athing Mu), Tokio, 7. August 2021
7. 3:16,87 min  Deutsche Demokratische Republik (Kirsten Emmelmann, Sabine Busch, Petra Schersing, Marita Koch), Stuttgart, 31. August 1986
8. 3:16,87 min  Vereinigte Staaten (DeeDee Trotter, Allyson Felix, Francena McCorory, Sanya Richards-Ross), London, 11. August 2012
9. 3:17,79 min  Vereinigte Staaten (Talitha Diggs, Abby Steiner, Britton Wilson, Sydney McLaughlin), Eugene, 24. Juli 2022
10. 3:17,83 min  Vereinigte Staaten (Debbie Dunn, Allyson Felix, Lashinda Demus, Sanya Richards-Ross), Berlin, 23. August 2009
11. 3:18,09 min  Vereinigte Staaten (Sanya Richards, Allyson Felix, Jessica Beard, Francena McCorory), Daegu, 3. September 2011
12. 3:18,29 min  Vereinigte Staaten (Lillie Leatherwood, Sherri Howard, Valerie Brisco-Hooks, Chandra Cheeseborough), Los Angeles, 11. August 1984
13. 3:18,29 min  Deutsche Demokratische Republik (Dagmar Neubauer, Kirsten Emmelmann, Sabine Busch, Petra Schersing), Seoul, 1. Oktober 1988
14. 3:18,38 min  Russland (Jelena Rusina, Tatjana Alexejewa, Margarita Chromowa-Ponomarjowa, Irina Priwalowa), Stuttgart, 22. August 1993
15. 3:18,43 min  Sowjetunion (Tazzjana Ljadouskaja, Ljudmyla Dschyhalowa, Olga Nasarowa, Olha Bryshina), Tokio, 1. September 1991
16. 3:18,54 min  Vereinigte Staaten (Mary Wineberg, Allyson Felix, Monique Henderson, Sanya Richards), Peking, 23. August 2008
17. 3:18,55 min  Vereinigte Staaten (DeeDee Trotter, Allyson Felix, Mary Wineberg, Sanya Richards), Osaka, 2. September 2007
18. 3:18,58 min  Sowjetunion (Olga Nasarowa, Nadija Olisarenko, Marija Pinigina, Olha Wladykina), Moskau, 18. August 1985
19. 3:18,63 min  Deutsche Demokratische Republik (Dagmar Neubauer, Kirsten Emmelmann, Petra Schersing, Sabine Busch), Rom, 6. September 1987
20. 3:18,71 min  Jamaika (Rosemarie Whyte, Davita Prendergast, Novlene Williams-Mills, Shericka Williams), Daegu, 3. September 2011
21. 3:18,92 min  Vereinigte Staaten (Phyllis Francis, Sydney McLaughlin, Dalilah Muhammad, Wadeline Jonathas), Doha, 6. Oktober 2019
22. 3:19,01 min  Vereinigte Staaten (DeeDee Trotter, Monique Henderson, Sanya Richards, Monique Hennagan), Athen, 28. August 2004
23. 3:19,04 min  Deutsche Demokratische Republik (Kirsten Emmelmann, Sabine Busch, Dagmar Neubauer, Marita Koch), Athen, 11. September 1982
24. 3:19,06 min  Vereinigte Staaten (Courtney Okolo, Natasha Hastings, Phyllis Francis, Allyson Felix), Rio de Janeiro, 20. August 2016
25. 3:19,12 min  Sowjetunion (Irina Baskakowa, Olga Nasarowa, Marija Pinigina, Olha Wladykina), Prag, 18. August 1984
26. 3:19,13 min  Jamaika (Christine Day, Shericka Jackson, Stephenie Ann McPherson, Novlene Williams-Mills), Peking, 30. August 2015
27. 3:19,23 min  Deutsche Demokratische Republik (Doris Maletzki, Brigitte Rohde, Ellen Streidt, Christina Brehmer-Lathan), Montreal, 31. Juli 1976
28. 3:19,36 min  Russland (Antonina Kriwoschapka, Natalja Antjuch, Ljudmila Litwinowa, Anastassija Kapatschinskaja), Daegu, 3. September 2011
29. 3:19,39 min  Vereinigte Staaten (Phyllis Francis, Natasha Hastings, Sanya Richards-Ross, Francena McCorory), Nassau, 3. Mai 2015
30. 3:19,44 min  Vereinigte Staaten (Sanya Richards-Ross, Natasha Hastings, Allyson Felix, Francena McCorory), Peking, 30. August 2015
31. 3:19,49 min  Deutsche Demokratische Republik (Kirsten Emmelmann, Sabine Busch, Dagmar Rübsam, Marita Koch), Canberra, 4. Oktober 1985
32. 3:19,50 min  Sowjetunion (Aelita Jurtschenko, Olga Nasarowa, Marija Pinigina, Olha Bryshina), Rom, 6. September 1987
33. 3:19,50 min  Niederlande (Lieke Klaver, Cathelijn Peeters, Lisanne de Witte, Femke Bol), Paris, 10. August 2024
34. 3:19,60 min  Vereinigte Staaten (Lillie Leatherwood, Sherri Howard, Valerie Brisco-Hooks, Chandra Cheeseborough), Walnut, 25. Juli 1984
35. 3:19,62 min  Deutsche Demokratische Republik (Gabriele Löwe, Christina Brehmer-Lathan, Brigitte Rohde, Marita Koch), Turin, 5. August 1979
36. 3:19,66 min  Deutsche Demokratische Republik (Sabine Busch, Kirsten Emmelmann, Dagmar Neubauer, Petra Schersing), Düsseldorf, 20. Juni 1988
37. 3:19,72 min  Vereinigtes Königreich (Victoria Ohuruogu, Laviai Nielsen, Nicole Yeargin, Amber Anning), Paris, 10. August 2024
38. 3:19,73 min  Deutsche Demokratische Republik (Gesine Walther, Sabine Busch, Marita Koch, Dagmar Neubauer), Helsinki, 14. August 1983
39. 3:19,73 min  Jamaika (Shericka Williams, Shereefa Lloyd, Davita Prendergast, Novlene Williams), Osaka, 2. September 2007
40. 3:19,83 min  Deutsche Demokratische Republik (Dagmar Neubauer, Martina Kämpfert, Bärbel Wöckel, Marita Koch), Zagreb, 16. August 1981
41. 3:19,84 min Amerika-Auswahl (Shericka Williams, Tonique Williams-Darling, Christine Amertil, Novlene Williams), Athen, 17. September 2006
42. 3:19,90 min  Irland (Sophie Becker, Rhasidat Adeleke, Phil Healy, Sharlene Mawdsley), Paris, 10. August 2024
43. 3:20,04 min  Vereinigtes Königreich (Christine Ohuruogu, Marilyn Okoro, Lee McConnell, Nicola Sanders), Osaka, 2. September 2007
44. 3:20,10 min  Deutsche Demokratische Republik (Kirsten Emmelmann, Sabine Busch, Dagmar Neubauer, Petra Schersing), Moskau, 18. August 1985
45. 3:20,12 min  Sowjetunion (Tetjana Prorotschenko, Tatjana Goischtschik, Nina Sjuskowa, Irina Nasarowa), Moskau, 1. August 1980
46. 3:20,15 min  Vereinigte Staaten (Rochelle Stevens, Diane Dixon, Jearl Miles, Lillie Leatherwood), Tokio, 1. September 1991
47. 3:20,16 min  Russland (Olesja Krasnomowez, Natalja Nasarowa, Olesja Sykina, Natalja Antjuch), Athen, 28. August 2004
48. 3:20,20 min  Gemeinschaft Unabhängiger Staaten (Jelena Rusina, Ljudmyla Dschyhalowa, Olga Nasarowa, Olha Bryshina), Barcelona, 8. August 1992
49. 3:20,21 min  Deutsche Demokratische Republik (Kirsten Emmelmann, Sabine Busch, Petra Schersing, Dagmar Neubauer), Erfurt, 23. Juni 1985
50. 3:20,23 min  Deutsche Demokratische Republik (Kirsten Siemon, Sabine Busch, Dagmar Rübsam, Marita Koch), Karl-Marx-Stadt, 10. Juli 1982

- Schweizer Rekord: 3:25,90 min –  Schweiz (Léa Sprunger, Silke Lemmens, Rachel Pellaud, Yasmin Giger), Tokio, 5. August 2021
- österreichischer Rekord: 3:34,42 min –  Österreich (Silvia Schinzel, Hanni Burger, A. Mühlbach, Christiane Wildschek), Maria Enzersdorf (Südstadt), 20. Juni 1976